# 長浜村 (島根県簸川郡)
長浜村（ながはまむら）は島根県の中部、簸川郡に属していた村。現在の出雲市中心部の西方、神戸川河口周辺にあたる。

## 地理
- 河川：神戸川

## 歴史
- 1950年（昭和25年）11月3日 - 園村・荒茅村が合併して発足。
- 1956年（昭和31年）4月1日 - 出雲市に編入。同日長浜村廃止。